# Siklósbodony
Siklósbodony – wieś i gmina w południowej części Węgier, w pobliżu miasta Siklós, niedaleko granicy chorwackiej. Administracyjnie Siklósbodony należy do powiatu Siklós, wchodzącego w skład komitatu Baranya i jest jedną z 53 gmin tego powiatu.

## Historia
Po raz pierwszy nazwa miejscowości została wymieniona w 1295.

## Zabytki
- Kościół rzymskokatolicki Św. Krzyża zbudowany w 1754. W kościele jest klasyczny ołtarz, nawy główne i ambona w stylu barokowym oraz freski z początku XX w. autorstwa Ernesta Gebauera.